# Jeges-tengeri ingola
A jeges-tengeri ingola (Lethenteron japonicum) vagy korábbi nevén (Lampetra japonica) az ingolák (Cephalaspidomorphi) osztályának az ingolaalakúak (Petromyzoniformes) rendjéhez, ezen belül az ingolafélék (Petromyzontidae) családjához tartozó faj.

## Előfordulása
A jeges-tengeri ingola vándorló alakja a Csendes-óceán térségének parti vizeiben él, a Barents- és Fehér-tengerig. Az édesvízi alak elterjedése a Pecsora és Ob folyók vízgyűjtőjétől a kelet-szibériai Kolima és Anadir folyókig terjed.

## Megjelenése
Felső állkapcsi lemeze széles, mindkét oldalon egy-egy erős, hegyes foggal. Az alsó állkapcsi lemezen 6, ritkán 7 azonos nagyságú fog ül. A szájkorongon csak erős alsó és felső ajakfogak vannak, az oldalsó és külső ajakfogak hiányoznak; a 3-3 belső ajakfog mind a két oldalon kéthegyű és erősen fejlett. Az elülső nyelvlemez közepén beszögellés van, elülső peremén több fogacska ül, a középső nagyobb és szélesebb a többinél. A két hátúszó az ívási idő előtt különálló, íváskor összeérnek. Színezete kékesszürke, kékes olajzöldtől a barnásig, felül sötét, oldalai világosabbak, hasoldala fehér. A vándorló alak testhossza maximum 62,5 centiméter, az állandó alak maximum 26 centiméter hosszú.

## Életmódja és szaporodása
A nagy termetű vándorló alak az arktikus parti vizekben él, ahol más halakon élősködik. Biológiája valószínűleg nagyon hasonló a tengeri ingoláéhoz. A Fehér-tengerben júliustól augusztusig vándorolnak az ívni készülő példányok, ikráikat a rákövetkező május–júniusban a folyók alsó szakaszain rakják le. A kis termetű állandó alak kizárólag édesvízben él.